# Paso de Patria
Paso de Patria é uma cidade do Paraguai, Departamento Ñeembucú. Possui uma população de 1 807 habitantes. Sua economia é baseada na pecuária e turismo.

## Transporte
O município de Paso de Patria é servido pelas seguintes rodovias:
- Caminho em terra ligando a cidade ao município de General José Eduvigis Díaz
- Ruta 04, que liga a cidade ao município de San Ignacio Guazú (Departamento de Misiones). [1][2][3]